# Lothar Knörzer

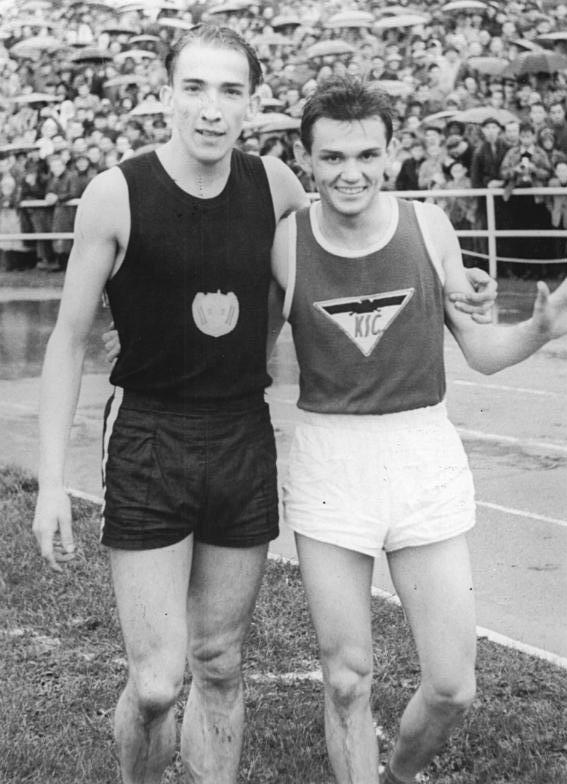
Knörzer (rechts) 1957 in Dresden mit Manfred Steinbach

Lothar Knörzer (* 4. August 1933 in Karlsruhe) ist ein ehemaliger deutscher Leichtathlet, der bei den Olympischen Spielen 1956 in Melbourne mit der deutschen Staffel die Bronzemedaille im 4-mal-100-Meter-Lauf gewann (40,3 s; zusammen mit Leonhard Pohl, Heinz Fütterer und Manfred Germar; Lothar Knörzer als Startläufer). Er trat bei diesen Olympischen Spielen in einer gemeinsamen deutschen Mannschaft für die Bundesrepublik an.
Für diese Leistung wurde er am 21. Januar 1957 mit dem Silbernen Lorbeerblatt ausgezeichnet.
Lothar Knörzer gehörte dem Karlsruher SC an. In seiner aktiven Zeit war er 1,72 m groß und wog 58 kg.